# Lista siturilor arheologice din județul Iași - V
Lista siturilor arheologice din județul Iași - V conține toate siturile arheologice din județul Iași înscrise în Repertoriul Arheologic Național (RAN) și aflate în localități al căror nume începe cu litera V. RAN este administrat de Ministerul Culturii și Patrimoniului Național și cuprinde date științifice, cartografice, topografice, imagini și planuri, precum și orice alte informații privitoare la zonele cu potențial arheologic, studiate sau nu, încă existente sau dispărute.
Puteți căuta un sit din localitățile care încep cu litera V folosind formularul de mai jos sau puteți naviga prin toate siturile din județ la Lista siturilor arheologice din județul Iași.
| Cod RAN                                   | Denumire | Localitate                                 | Adresă                  | Datare                            | Descoperit | Coordonate | Imagine           | Erori            |
| ----------------------------------------- | --- | ------------------------------------------ | ----------------------- | --------------------------------- | ---------- | ---------- | ----------------- | ---------------- |
| 98033.01.01 (Cod LMI: IS-I-s-B-03680)     | Fortificația Latene de la Valea Ursului - "Cetățuia" / ansamblu anonim (Categorie: locuire) (Tip: Fortificație de pământ) | sat Valea Ursului, comuna Miroslava        | Cetățuia                | sec. II - III                     |            |            | Încărcați imagine | Raportați eroare |
| 98033.02.01 (Cod LMI: IS-I-s-B-03681)     | Așezarea hallstattiană de la Valea Ursului / ansamblu anonim (Categorie: locuire civilă) (Tip: Așezare)                   | sat Valea Ursului, comuna Miroslava        |                         |                                   |            |            | Încărcați imagine | Raportați eroare |
| 98818.01.01 (Cod LMI: IS-I-m-B-03682.07)  | Situl arheologic de la Vascani - "Pe Platou" / ansamblu anonim (Categorie: locuire civilă) (Tip: Așezare)                 | sat Vascani, comuna Ruginoasa              | Pe Platou (Grajdul CAP) | geto-dacică                       |            |            | Încărcați imagine | Raportați eroare |
| 98818.01.02 (Cod LMI: IS-I-m-B-03682.06)  | Situl arheologic de la Vascani - "Pe Platou" / ansamblu anonim (Categorie: locuire civilă) (Tip: Așezare)                 | sat Vascani, comuna Ruginoasa              | Pe Platou (Grajdul CAP) | sec. II - III                     |            |            | Încărcați imagine | Raportați eroare |
| 98818.01.03 (Cod LMI: IS-I-m-B-03682.05)  | Situl arheologic de la Vascani - "Pe Platou" / ansamblu anonim (Categorie: locuire civilă) (Tip: Așezare)                 | sat Vascani, comuna Ruginoasa              | Pe Platou (Grajdul CAP) | sec. IV                           |            |            | Încărcați imagine | Raportați eroare |
| 98818.01.04 (Cod LMI: IS-I-m-B-03682.04)  | Situl arheologic de la Vascani - "Pe Platou" / ansamblu anonim (Categorie: locuire civilă) (Tip: Așezare)                 | sat Vascani, comuna Ruginoasa              | Pe Platou (Grajdul CAP) | sec. V                            |            |            | Încărcați imagine | Raportați eroare |
| 98818.01.05 (Cod LMI: IS-I-m-B-03682.03)  | Situl arheologic de la Vascani - "Pe Platou" / ansamblu anonim (Categorie: locuire civilă) (Tip: Așezare)                 | sat Vascani, comuna Ruginoasa              | Pe Platou (Grajdul CAP) | sec. XIV - XV                     |            |            | Încărcați imagine | Raportați eroare |
| 98818.01.06 (Cod LMI: IS-I-m-B-03682.02)  | Situl arheologic de la Vascani - "Pe Platou" / ansamblu anonim (Categorie: locuire civilă) (Tip: Așezare)                 | sat Vascani, comuna Ruginoasa              | Pe Platou (Grajdul CAP) | sec. XVI - XVII                   |            |            | Încărcați imagine | Raportați eroare |
| 98818.01.07 (Cod LMI: IS-I-m-B-03682.01)  | Situl arheologic de la Vascani - "Pe Platou" / ansamblu anonim (Categorie: locuire civilă) (Tip: Așezare)                 | sat Vascani, comuna Ruginoasa              | Pe Platou (Grajdul CAP) | sec. XVIII                        |            |            | Încărcați imagine | Raportați eroare |
| 98587.01.01 (Cod LMI: IS-I-m-B-03685.02)  | Așezarea Cucuteni de la Vânâtori - "Dealul Bursucăriei" / ansamblu anonim (Categorie: locuire civilă) (Tip: Așezare)      | sat Vânători, comuna Popricani             | Dealul Bursucăriei      | Cucuteni - A                      |            |            | Încărcați imagine | Raportați eroare |
| 98587.01.02 (Cod LMI: IS-I-m-B-03685.01)  | Așezarea Cucuteni de la Vânâtori - "Dealul Bursucăriei" / ansamblu anonim (Categorie: locuire civilă) (Tip: Fortificație) | sat Vânători, comuna Popricani             | Dealul Bursucăriei      |                                   |            |            | Încărcați imagine | Raportați eroare |
| 100157.01.01 (Cod LMI: IS-I-s-B-03686)    | Așezarea de la Vlădeni - "Movila Bortoasă" / ansamblu anonim (Categorie: locuire civilă) (Tip: Așezare)                   | sat Vlădeni, comuna Vlădeni                | Movila Bortoasă         | sec. IV                           |            |            | Încărcați imagine | Raportați eroare |
| 100157.01.02 (Cod LMI: IS-I-m-B-03686.02) | Așezarea de la Vlădeni - "Movila Bortoasă" / ansamblu anonim (Categorie: locuire civilă) (Tip: Așezare)                   | sat Vlădeni, comuna Vlădeni                | Movila Bortoasă         | sec. V                            |            |            | Încărcați imagine | Raportați eroare |
| 100157.01.03 (Cod LMI: IS-I-m-B-03686.01) | Așezarea de la Vlădeni - "Movila Bortoasă" / ansamblu anonim (Categorie: locuire civilă) (Tip: Așezare)                   | sat Vlădeni, comuna Vlădeni                | Movila Bortoasă         | sec. XVI - XVII                   |            |            | Încărcați imagine | Raportați eroare |
| 95337.01.01 (Cod LMI: IS-I-m-B-03687.08)  | Situl arheologic de la Vlădiceni - "Schitul Vlădiceni" / ansamblu anonim (Categorie: locuire civilă) (Tip: Așezare)       | sat Vlădiceni, comuna Tomești              | Schitul Vlădiceni       |                                   |            |            | Încărcați imagine | Raportați eroare |
| 95337.01.02 (Cod LMI: IS-I-m-B-03687.07)  | Situl arheologic de la Vlădiceni - "Schitul Vlădiceni" / ansamblu anonim (Categorie: locuire civilă) (Tip: Așezare)       | sat Vlădiceni, comuna Tomești              | Schitul Vlădiceni       |                                   |            |            | Încărcați imagine | Raportați eroare |
| 95337.01.03 (Cod LMI: IS-I-m-B-03687.06)  | Situl arheologic de la Vlădiceni - "Schitul Vlădiceni" / ansamblu anonim (Categorie: locuire civilă) (Tip: Așezare)       | sat Vlădiceni, comuna Tomești              | Schitul Vlădiceni       | geto-dacică                       |            |            | Încărcați imagine | Raportați eroare |
| 95337.01.04 (Cod LMI: IS-I-m-B-03687.05)  | Situl arheologic de la Vlădiceni - "Schitul Vlădiceni" / ansamblu anonim (Categorie: locuire civilă) (Tip: Așezare)       | sat Vlădiceni, comuna Tomești              | Schitul Vlădiceni       | sec. IV                           |            |            | Încărcați imagine | Raportați eroare |
| 95337.01.05 (Cod LMI: IS-I-m-B-03687.04)  | Situl arheologic de la Vlădiceni - "Schitul Vlădiceni" / ansamblu anonim (Categorie: locuire civilă) (Tip: Așezare)       | sat Vlădiceni, comuna Tomești              | Schitul Vlădiceni       | sec. IX - X                       |            |            | Încărcați imagine | Raportați eroare |
| 95337.01.06 (Cod LMI: IS-I-m-B-03687.03)  | Situl arheologic de la Vlădiceni - "Schitul Vlădiceni" / ansamblu anonim (Categorie: locuire civilă) (Tip: Așezare)       | sat Vlădiceni, comuna Tomești              | Schitul Vlădiceni       | sec. X - XI                       |            |            | Încărcați imagine | Raportați eroare |
| 95337.01.07 (Cod LMI: IS-I-m-B-03687.02)  | Situl arheologic de la Vlădiceni - "Schitul Vlădiceni" / ansamblu anonim (Categorie: locuire civilă) (Tip: Așezare)       | sat Vlădiceni, comuna Tomești              | Schitul Vlădiceni       | sec. XIII - XIV                   |            |            | Încărcați imagine | Raportați eroare |
| 95337.01.08 (Cod LMI: IS-I-m-B-03687.01)  | Situl arheologic de la Vlădiceni - "Schitul Vlădiceni" / ansamblu anonim (Categorie: locuire civilă) (Tip: Așezare)       | sat Vlădiceni, comuna Tomești              | Schitul Vlădiceni       | sec. XIV - XV                     |            |            | Încărcați imagine | Raportați eroare |
| 100264.01.01 (Cod LMI: IS-I-m-B-03688.04) | Situl arheologic de la Vocotești / ansamblu anonim (Categorie: locuire civilă) (Tip: Așezare)                             | sat Vocotești, comuna Voinești             |                         | Noua                              |            |            | Încărcați imagine | Raportați eroare |
| 100264.01.02 (Cod LMI: IS-I-m-B-03688.03) | Situl arheologic de la Vocotești / ansamblu anonim (Categorie: locuire civilă) (Tip: Așezare)                             | sat Vocotești, comuna Voinești             |                         | geto-dacică sec. IV - III a. Chr. |            |            | Încărcați imagine | Raportați eroare |
| 100264.01.03 (Cod LMI: IS-I-m-B-03688.02) | Situl arheologic de la Vocotești / ansamblu anonim (Categorie: locuire civilă) (Tip: Așezare)                             | sat Vocotești, comuna Voinești             |                         | sec. IV                           |            |            | Încărcați imagine | Raportați eroare |
| 100264.01.04 (Cod LMI: IS-I-m-B-03688.01) | Situl arheologic de la Vocotești / ansamblu Vatra satului Mânjești (Categorie: locuire civilă) (Tip: Așezare rurală)      | sat Vocotești, comuna Voinești             |                         | sec. XV - XVIII                   |            |            | Încărcați imagine | Raportați eroare |
| 95658.01.01 (Cod LMI: IS-I-m-B-03689.02)  | Situl arheologic de la Volintirești / ansamblu Movila lui Ștefan cel Mare (Categorie: descoperire funerară) (Tip: Tumul)  | sat Volintirești, comuna Alexandru I. Cuza |                         | sec. IV                           |            |            | Încărcați imagine | Raportați eroare |
| 95658.01.02 (Cod LMI: IS-I-m-B-03689.01)  | Situl arheologic de la Volintirești / ansamblu anonim (Categorie: descoperire funerară) (Tip: Tumul)                      | sat Volintirești, comuna Alexandru I. Cuza |                         |                                   |            |            | Încărcați imagine | Raportați eroare |
| 99860.01.01 (Cod LMI: IS-I-s-B-03683)     | Situl arheologic de la Vălenii - "Seliștea" / ansamblu anonim (Categorie: locuire civilă) (Tip: Așezare)                  | sat Vălenii, comuna Țibănești              | Seliștea                | daco-romană sec.IV                |            |            | Încărcați imagine | Raportați eroare |
| 99860.01.02 (Cod LMI: IS-I-m-B-03683.02)  | Situl arheologic de la Vălenii - "Seliștea" / ansamblu anonim (Categorie: locuire civilă) (Tip: Așezare)                  | sat Vălenii, comuna Țibănești              | Seliștea                | Poienești - Lukașevka             |            |            | Încărcați imagine | Raportați eroare |
| 100095.01.01 (Cod LMI: IS-I-m-B-03684.01) | Situl arheologic de la Vânători - "La Rufeni" / ansamblu anonim (Categorie: locuire civilă) (Tip: Așezare)                | sat Vânători, comuna Vânători              | La Rufeni               | sec. IV-V                         |            |            | Încărcați imagine | Raportați eroare |
| 100095.01.02 (Cod LMI: IS-I-m-B-03684.02) | Situl arheologic de la Vânători - "La Rufeni" / ansamblu anonim (Categorie: locuire civilă) (Tip: Așezare)                | sat Vânători, comuna Vânători              | La Rufeni               | sec. III-II a. Ch.                |            |            | Încărcați imagine | Raportați eroare |
| 100095.01.03 (Cod LMI: IS-I-m-B-03684.03) | Situl arheologic de la Vânători - "La Rufeni" / ansamblu anonim (Categorie: locuire civilă) (Tip: Așezare)                | sat Vânători, comuna Vânători              | La Rufeni               |                                   |            |            | Încărcați imagine | Raportați eroare |
| 100095.01.04 (Cod LMI: IS-I-s-B-03684)    | Situl arheologic de la Vânători - "La Rufeni" / ansamblu anonim (Categorie: locuire civilă) (Tip: Așezare)                | sat Vânători, comuna Vânători              | La Rufeni               | Noua                              |            |            | Încărcați imagine | Raportați eroare |